# Чолабарги
Чолабарги (груз. ჩოლაბარგი) — село в Грузии, на территории Ланчхутского муниципалитета края (мхаре) Гурия.

## География
Село находится в западной части Грузии, к югу от реки Риони, на расстоянии приблизительно 6 километров (по прямой) к востоку от города Ланчхути, административного центра муниципалитета. Абсолютная высота — 20 метров над уровнем моря.

## Население
По результатам официальной переписи населения 2014 года, в Чолабарги проживало 433 человека (218 мужчин и 215 женщин). В национальной структуре населения грузины составляли 100 %.
| Год  | Население, человек |
| ---- | ------------------ |
| 2002 | 604                |
| 2014 | ↘ 433              |